# Donna (Miniserie)
Donna ist eine sechsteilige italienische Miniserie aus dem Jahr 1996 von Gianfranco Giagni. Die Hauptrollen werden von Ottavia Piccolo, Angelo Infanti und Simona Cavallari gespielt. Edwige Fenech ist als Paola in einen Nebenrolle besetzt.

## Handlung
Matilde lebt in Ferrara und ist mit dem Kleinunternehmer Roberto verheiratet. Sie sieht sich einer schweren Familienkrise ausgesetzt, als ihre älteste Tochter Nina Mann und Kind verlässt, um eine Karriere als Model zu verfolgen und der jüngere Sohn Matteo sein Studium abbricht, als er sich in Matildes Freundin Paola verliebt.
Roberto setzt seinen Sohn, zu dem er keine gute Beziehung hat, vor die Tür und lässt sich zu unsauberen Geschäften mit dem südamerikanischen Finanzier und Großunternehmer Vezze überreden, in den sich Nina inzwischen verliebt hat. Matilde sieht die Entscheidungen ihres Mannes kritisch, insbesondere was das Verhältnis zu den Kindern betrifft, und wird zudem durch die Familie ihres Mannes unter Druck gesetzt. Daraufhin verlässt sie Roberto und trifft in dieser Zeit ihren alten Freund Enrico wieder, in den sie einmal verliebt war, und sich nun erneut verliebt.
Roberto gerät derweil immer tiefer in Verstrickungen, die von Nina und Vezze zu verantworten sind, und die er nun mittragen muss. Als er genauso wie Nina verhaftet wird, beschließt Matilde nach Hause zurückzukehren, um Mann und Tochter zur Seite zu stehen. Vor Gericht wird Roberto von den ihm zur Last gelegten Vorwürfen freigesprochen, da er eine Zeugin finden konnte, die für ihn aussagt.
Matteo entschließt sich indes nach einem Gespräch mit Paola, die Beziehung zu beenden, auch weil seine Mutter nach wie vor darunter leidet und es vielleicht doch besser ist sich in eine Altersgenossin zu verlieben. Nina, die im Gefängnis einen Selbstmordversuch unternommen und danach ins Koma gefallen ist, erwacht wieder und kehrt zu Sohn und Ehemann zurück. Die vergangene Zeit hat bei allen Beteiligten Spuren hinterlassen.
Matteo verliebt sich tatsächlich in eine Altersgenossin, während Matilde, nun wieder vereint mit Paola, den Schock über den Tod der gemeinsamen Freundin Annamaria verarbeiten muss. Letztendlich entschließt Matilde sich, zu Enrico nach Hamburg zu ziehen, und ihrer alten neuen Liebe eine Chance zu geben.

## Produktion
Die Serie wurde 1996 von RAI und First Film produziert. Gedreht wurde in Ferrara in der Emilia-Romagna sowie in der Region Latium und dort in Rom in Italien. Die zwischen dem 3. März und dem 1. April 1996 in Italien ausgestrahlte Serie erreichte im Schnitt knapp 6 Millionen Zuschauer.

## Kritik
Milly Buonanno bemängelte in Eurofiction, die Serie leide unter einem Übermaß an narrativem Material, das in diesem Format nicht genügend Möglichkeit finde, sich zu entwickeln.
In Curiositá su Donna gab man der Miniserie 6 von möglichen 90 Punkten.